# Maxmonument

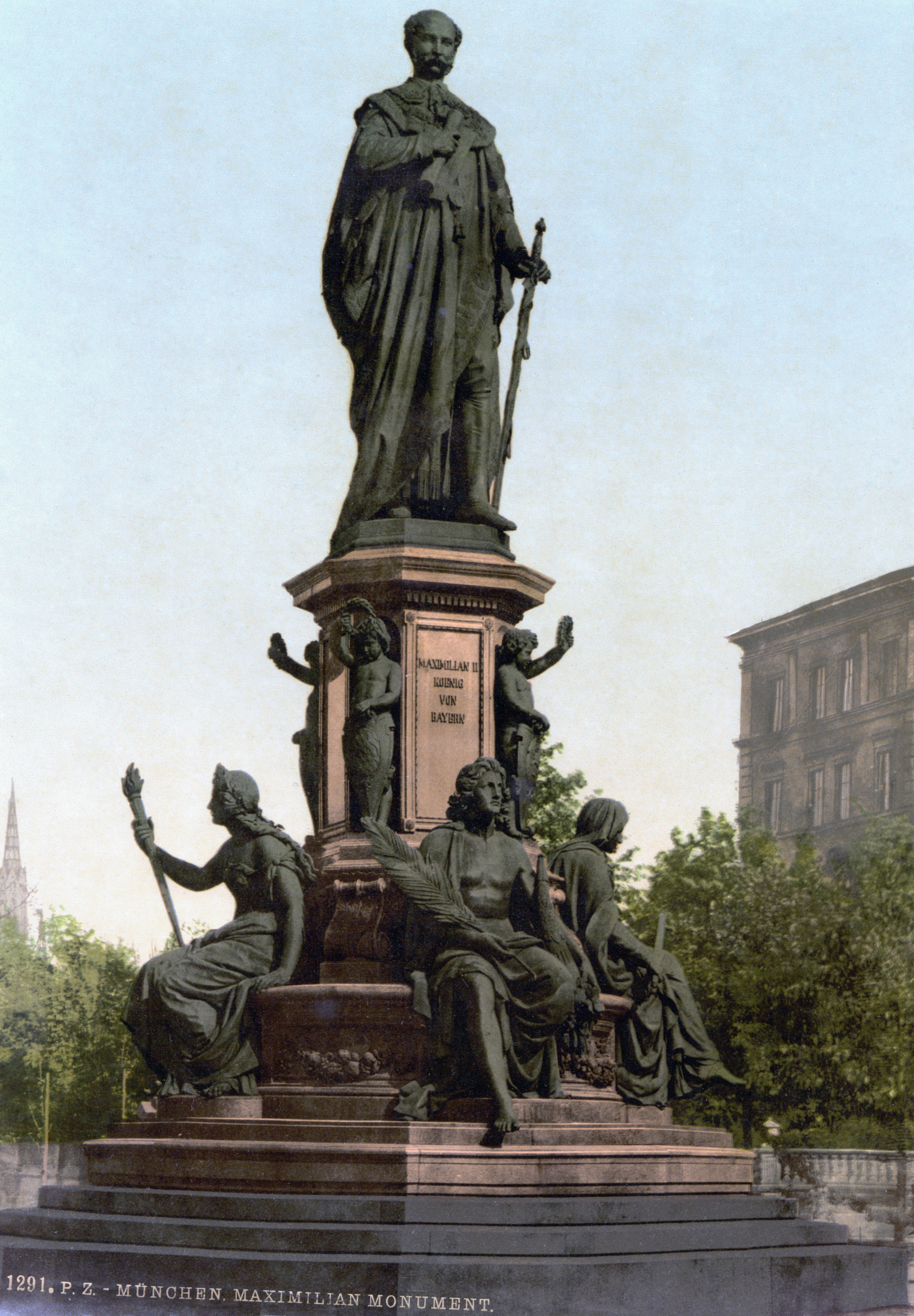
Monument à Maximilien en 1900

Le Maxmonument à Munich, également appelé le monument Max II, est un grand monument honorant le roi bavarois Maximilien II. Il se dresse sur un îlot routier de la Maximilianstrasse dans le quartier de Lehel.

## Histoire
L'année suivant la mort de Maximilien, un concours a été annoncé pour qu'un monument en son honneur soit érigé sur la Maximilianstrasse, qui avait été construite sous son règne. Le sculpteur d'origine westphalienne Kaspar von Zumbusch est sorti vainqueur en 1865. Ferdinand von Miller a réalisé la coulée du bronze; le personnage principal pèse à lui seul près de cinq tonnes. Le monument a été inauguré le 12 octobre 1875. Aujourd'hui, il est sous la protection des monuments.

## Socle et figurines
Le socle en granit rouge de Meißner repose sur trois marches en syénite granitique gris foncé. La figure principale en bronze, d'environ cinq mètres de haut, se tient à une hauteur de cinq mètres ; le roi est représenté en tenue de couronnement, face à l'ouest, tenant le document constitutionnel dans sa main droite, sa main gauche appuyée sur une épée. Quatre personnages assis sur la partie inférieure du piédestal sont des représentations allégoriques de quatre vertus souveraines. Un jeune homme avec une branche de palmier et une corne d'abondance symbolise l'amour de la paix, une femme avec un livre et une épée symbolise la justice ; la force est représentée par un homme avec un casque, une épée et des lions, la sagesse par une femme avec une torche. Aux pieds de Maximilien, des putti tiennent des boucliers aux armoiries des régions de l'ancienne Bavière, du Palatinat, de la Franconie et de la Souabe.

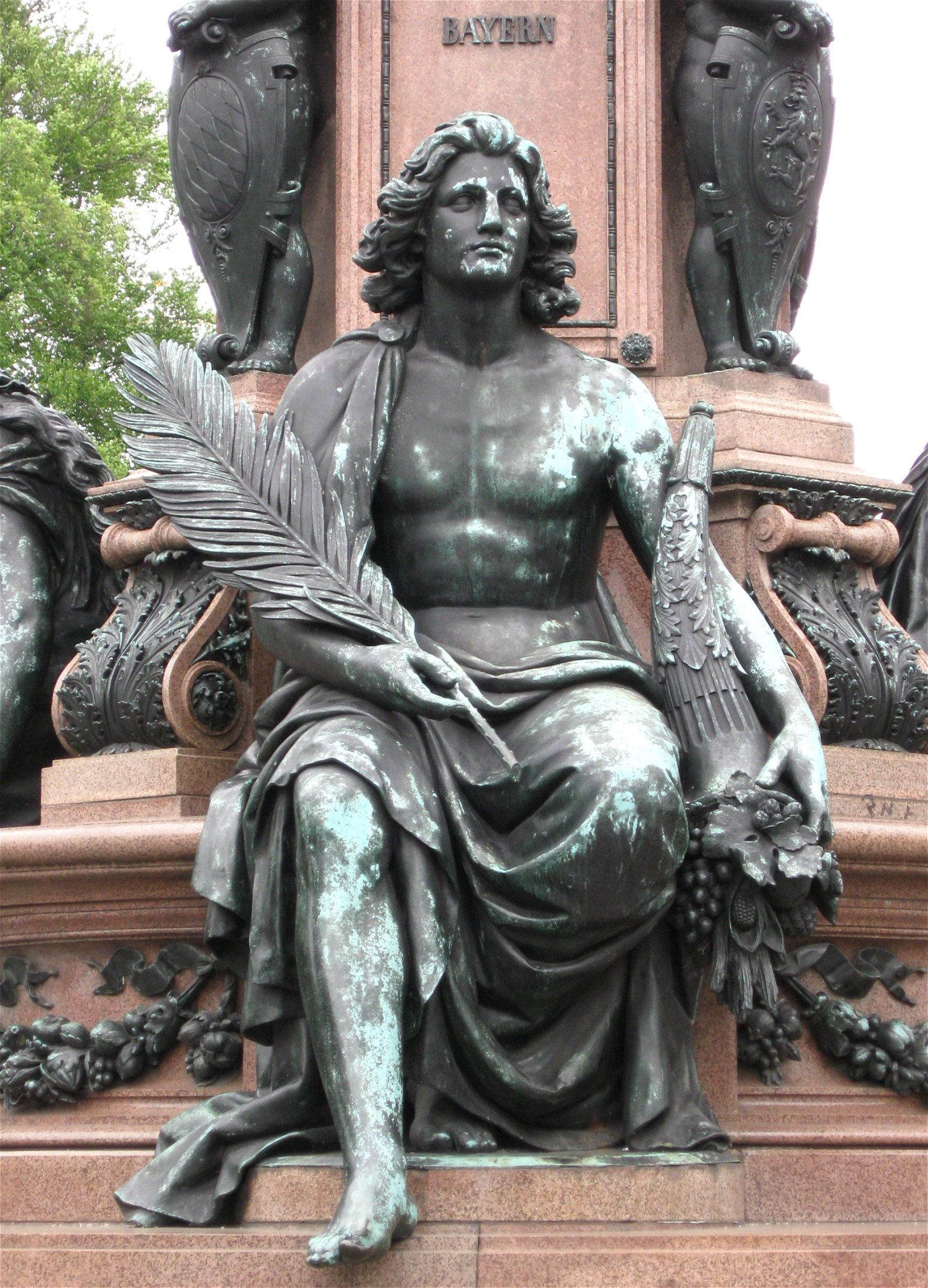
paix Amour
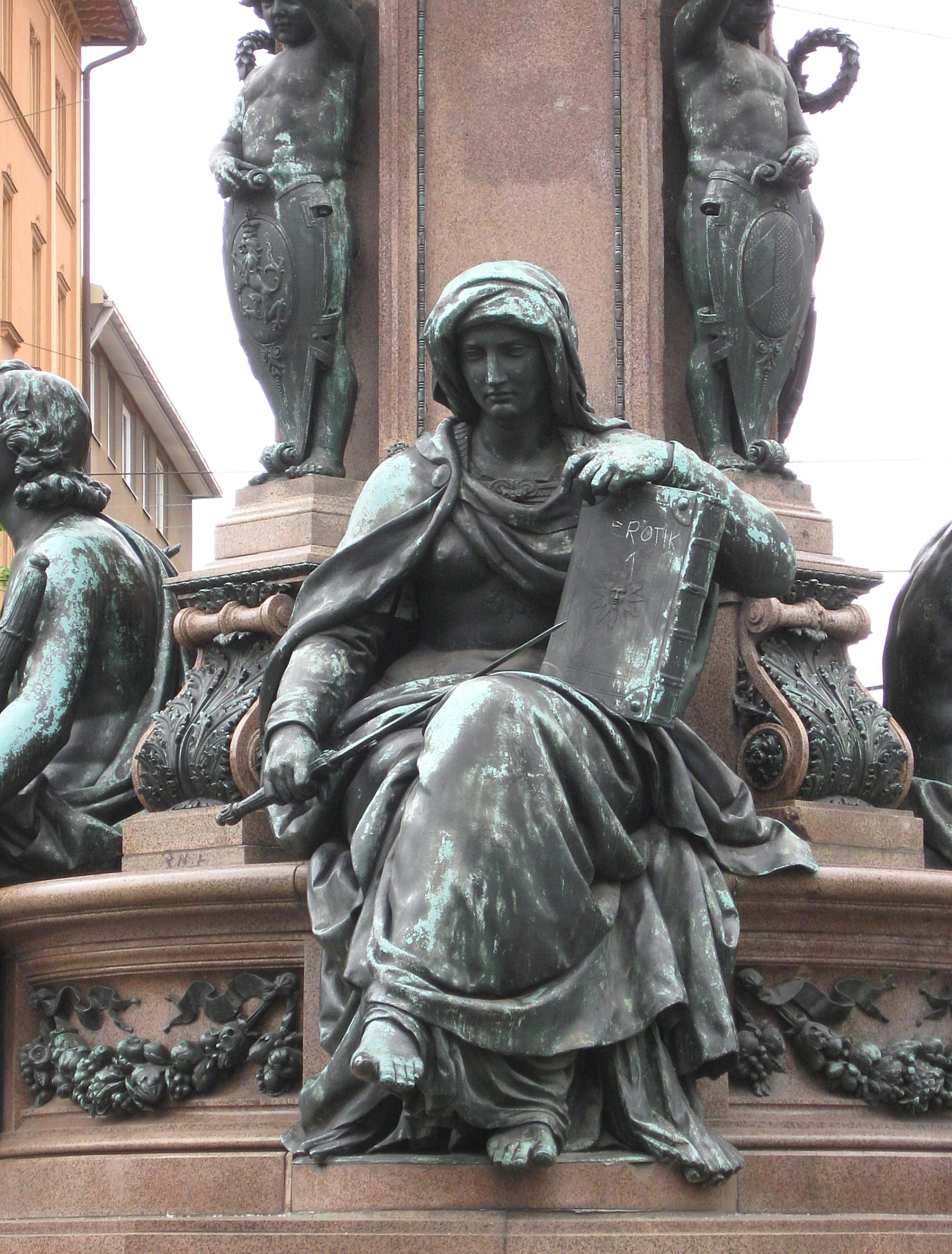
Justice
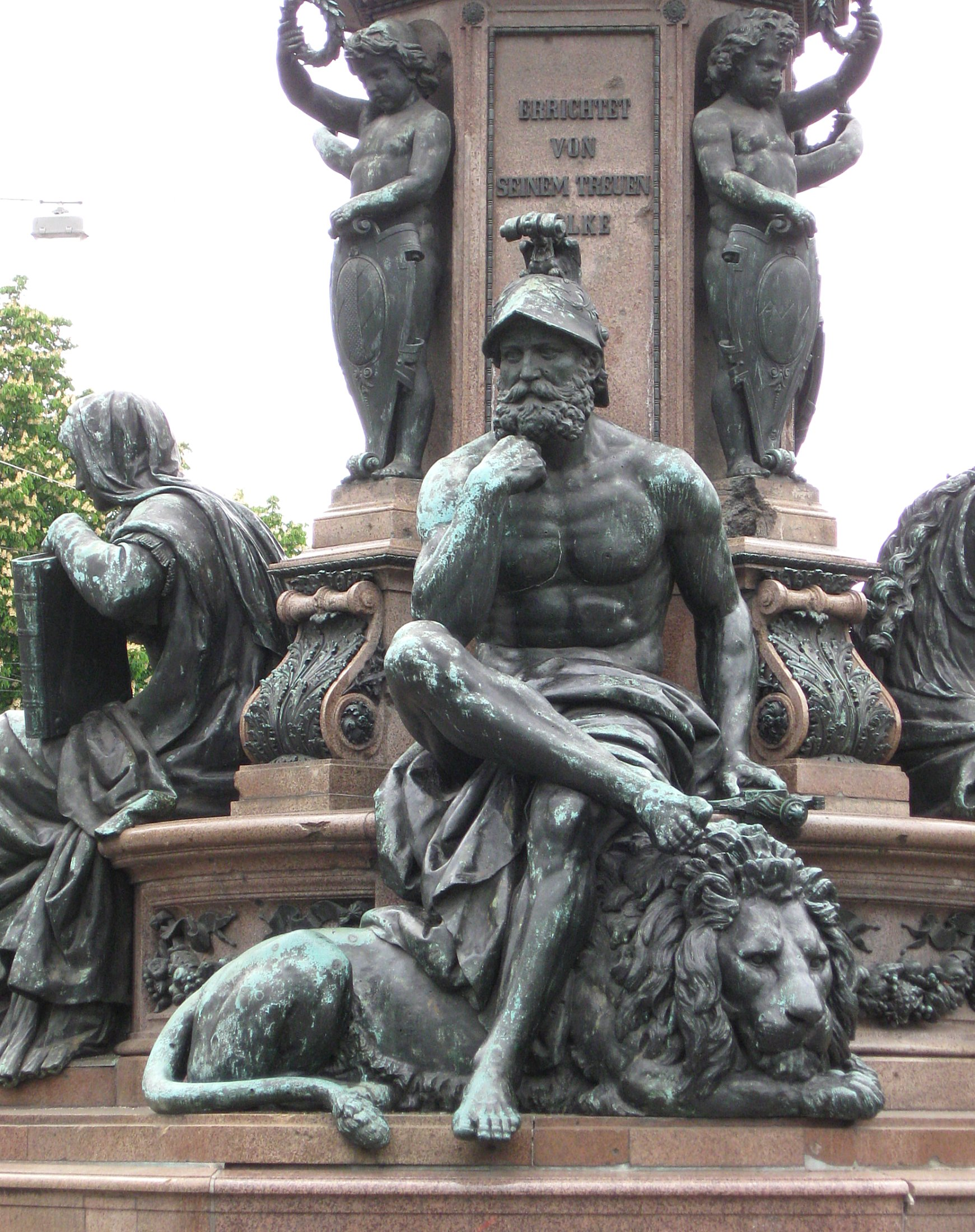
Force
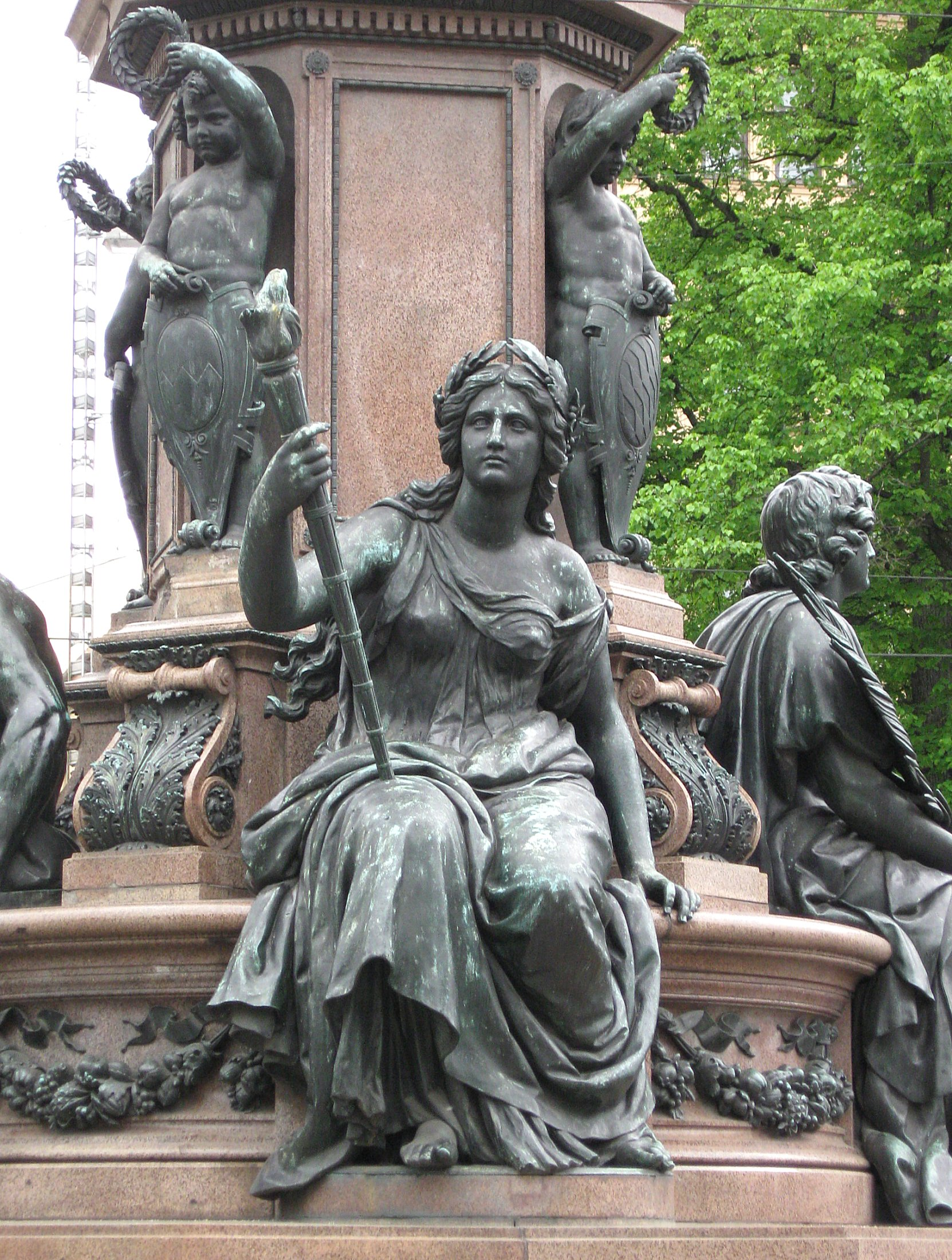
sagesse

Au recto du socle figure l'inscription : Maximilien II Roi de Bavière, au verso : érigé par son peuple fidèle.

## Littérature
- August Alckens : Les monuments et pierres commémoratives de la ville de Munich, Callwey, Munich 1936
- Hans Roth: Monuments de Munich, Panonia, Freilassing 1981,  (ISBN 3-7897-0093-2)

## Liens web
- Monument Max II .münchen.de